# NGC 6399
NGC 6399 је лентикуларна галаксија у сазвежђу Змај која се налази на NGC листи објеката дубоког неба.
Деклинација објекта је + 59° 36' 56" а ректасцензија 17h 31m 50,4s. Привидна величина (магнитуда) објекта NGC 6399 износи 13,8 а фотографска магнитуда 14,7. NGC 6399 је још познат и под ознакама UGC 10896, MCG 10-25-59, CGCG 300-47, PGC 60442.